# Dana Šťastná

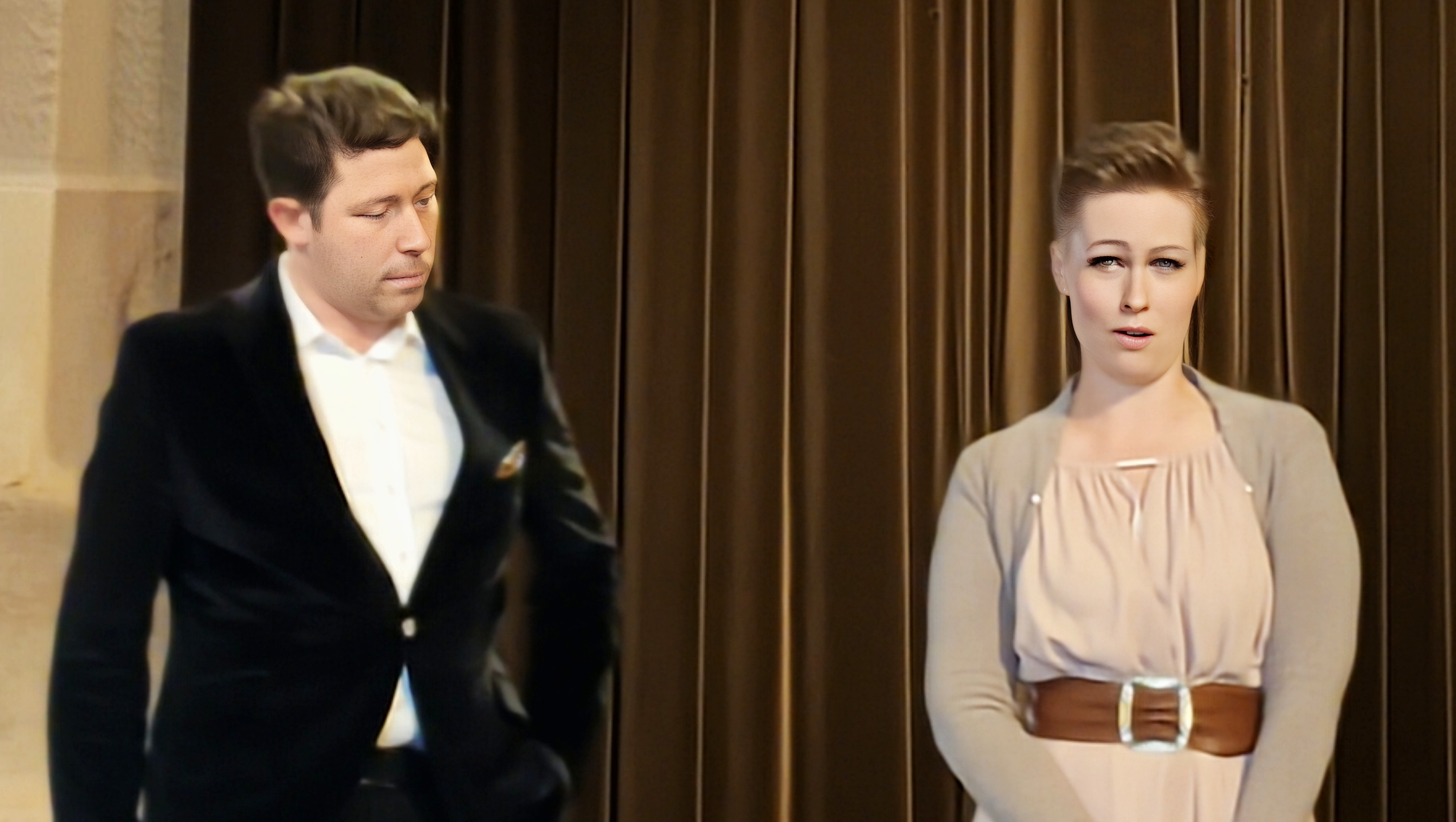
S operním pěvcem Danielem Klánským zpívá duet na vernisáži výstavy obrazů v Písecké bráně v Praze (červen 2025)

Dana Šťastná (* 1985) je česká operní zpěvačka, mezzosopranistka.

## Život

### Studia
Dana Šťastná se narodila v roce 1985. V letech 2000 až 2005 studovala na Obchodní akademii v Liberci. Na pardubické konzervatoři absolvovala (v letech 2005–2010) obor sólový zpěv pod vedením Bc. Martiny Forštové. V roce 2010 se stala laureátkou na Soutěžní přehlídce konzervatoří. Po úspěšném ukončení konzervatoře v Pardubicích pokračovala ve studiu (v letech 2010 až 2016) na Akademii múzických umění v Praze opět v oboru sólový zpěv (Mgr. Martin Bárta).

### Kurzy
V roce 2016 absolvovala mistrovské kurzy u španělského operního pěvce (tenora) Josého Cury v Praze a u německé operní pěvkyně (mezzosopranistky) a režisérky Brigitte Fassbaender. Významnou zkušeností bylo také studium u slovenské operní pěvkyně (koloraturní sopranistky) Edity Gruberové v rámci festivalu Richarda Strausse v bavorském Garmisch-Partenkirchenu. Dále absolvovala (v roce 2014) kurzy zpěvu a jevištního umění u Reginy Köbler a rakouského operního barytonisty (a režiséra oper) Berndta Weikla na Universität für Musik und darstellende Kunst ve Vídni. Také se účastnila (v červnu 2016) mistrovských pěveckých kurzů u slovenské sopranistky Gabriely Beňačkové.

### Počátky profesionální kariéry
V květnu 2010 Dana Šťastná debutovala (jako hostující sólistka) na profesionální operní scéně v Divadle F. X. Šaldy v Liberci v roli Mercédes (společnice Carmen) v opeře francouzského skladatele Georgese Bizeta Carmen. V libereckém divadle následně ztvárnila další role, včetně Luigie v díle Poprask v opeře. Repertoár v Liberci postupně rozšiřovala o různorodé postavy, mezi nimiž byla role Pátka v Offenbachově komické opeře Robinson Crusoé, role Dulcinée v opeře Don Quichotte od Julese Masseneta, dále pak role Prince Alexeje Orlovského v operetě Netopýr od Johanna Strausse ml., role Flory Bervoix v opeře La traviata (od Giuseppe Verdiho) a role Feneny ve Verdiho opeře Nabucco.

### Profesionální kariéra
Ve Státním divadle Košice se představila v roli služky Suzuki v Pucciniho opeře Madama Butterfly. Ve Slezském divadle Opava ztvárnila roli Dorabelly v Mozartově opeře Così fan tutte. V Moravském divadle v Olomouci působila v ročním angažmá a poté jako hostující. Zde interpretovala několik významných rolí, včetně role tanečnice Maddaleny ve Verdiho Rigolettovi, role Rosiny v Lazebníku sevillském (Gioacchino Rossini) a Druhé dámy v Kouzelné flétně (Wolfgang Amadeus Mozart). Zde se také představila v operetním repertoáru jako Baruška v operetě českého skladatele Rudolfa Piskáčka Perly panny Serafínky. Pro Jihočeské divadlo v Českých Budějovicích nastudovala v roce 2020 roli Dorabelly v Mozartově opeře Così fan tutte. V Národním divadle v Praze debutovala v březnu 2022 (v divadelní sezóně 2021/2022) opět v roli Mercédes (společnice Carmen) v opeře francouzského skladatele Georgese Bizeta Carmen. V divadelní sezóně 2022/2023 vystoupila v roli II. žínky v romantické pohádkové opeře Rusalka v inscenaci ve Státní opeře Praha.

### Další aktivity
- Na koncertních podiích v Čechách ale i v zahraničí (Německo a Anglie) vystupovala (od roku 2006) s vokálně–instrumentálním souborem ReBelcanto.[8][2]
- Působí na mnoha tuzemských scénách. Kromě výše již uvedených je to například ještě i Východočeské divadlo v Pardubicích.[6] V roce 2008 zde účinkovala v americkém divadelním muzikálu My Fair Lady.[2] Tady (ve Východočeském divadle) v letech 2008 až 2010 účinkovala v pohádkovém poetickém dramatu Julia Zeyera Radúz a Mahulena.[2]
- V roce 2010 účinkovala v koncertu na přání: Klasika českého muzikálu, který se uskutečnil v rámci hudebního festivalu Smetanova Litomyšl.[2]
- V roce 2012 účinkovala na hudební akci nazvané Tmavomodrý svět Jaroslava Ježka (nejslavnější písně i orchestrální skladby z divadelních her, revue a filmů Jiřího Voskovce, Jana Wericha a Jaroslava Ježka) opět v rámci hudebního festivalu Smetanova Litomyšl.[2]
- Od roku 2013 účinkuje v inscenaci „To nejlepší z Carmen“ (v titulní roli Carmen) v pražském divadle Hybernia.[8][2]
- V rámci Roku České hudby 2014 byl realizován putovní projekt nazvaný „Pocta slavným Čechům“ (Dvořákovi, Josefu Sukovi, Smetanovi, Jarmile Novotné) v rámci něhož Dana Šťastná vystoupila 2. prosince 2014 v Sále Bohuslava Martinů na Hudební fakultě Akademie múzických umění v Praze.[8][9]
- Od roku 2021 zdokonaluje své pěvecké umění pod vedením českého operního zpěváka (specialisty na italské opery) Vladimíra Chmela.[5]

## Nastudované role (výběr)
- Dulcinée (Jules Massenet / opera Don Quichotte);[8]
- Dorabella (Wolfgang Amadeus Mozart / opera Così fan tutte);
- Fenena (Giuseppe Verdi / opera Nabucco);
- Flora de Bervoix (Giuseppe Verdi/ opera La traviata);
- Hänsel (Engelbert Humperdinck / opera Perníková chaloupka (Hänsel und Gretel));
- Luigia (Gaetano Donizetti / Poprask v opeře (Viva la Mamma));
- Mercédes (společnice Carmen) (Georges Bizet / opera Carmen);
- Princ Alexej Orlovský (Johann Strauss ml. / opereta Netopýr (Fledermaus));
- Kolombína (Bohuslav Martinů / opera–balet Divadlo za bránou);
- Kuchtík (Antonín Dvořák / opera Rusalka);
- Olga (Petr Iljič Čajkovskij / opera Evžen Oněgin);
- Pátek (Jacques Offenbach / komická opera Robinson Crusoé);
- Siebel (Charles Gounod / opera Faust a Markétka);
- II. žínka (Antonín Dvořák / opera Rusalka).[8]

## Ocenění a uznání
Dana Šťastná získala v roce 2015 mezinárodní uznání jako držitelka 2. ceny (v kategorii Opera – ženy) na 50. ročníku Mezinárodní pěvecké soutěže Antonína Dvořáka v Karlových Varech.